# Braunsapis occidentalis
Braunsapis occidentalis är en biart som först beskrevs av Michener och Syed 1962.  Braunsapis occidentalis ingår i släktet Braunsapis och familjen långtungebin. Inga underarter finns listade.

## Bildgalleri

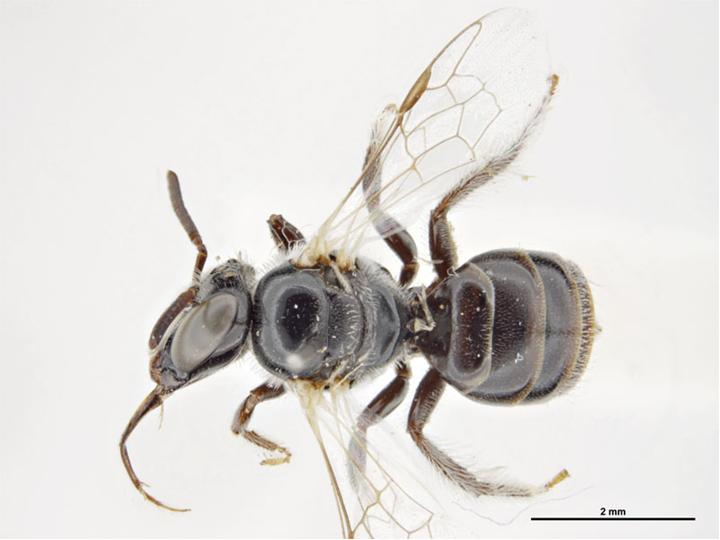
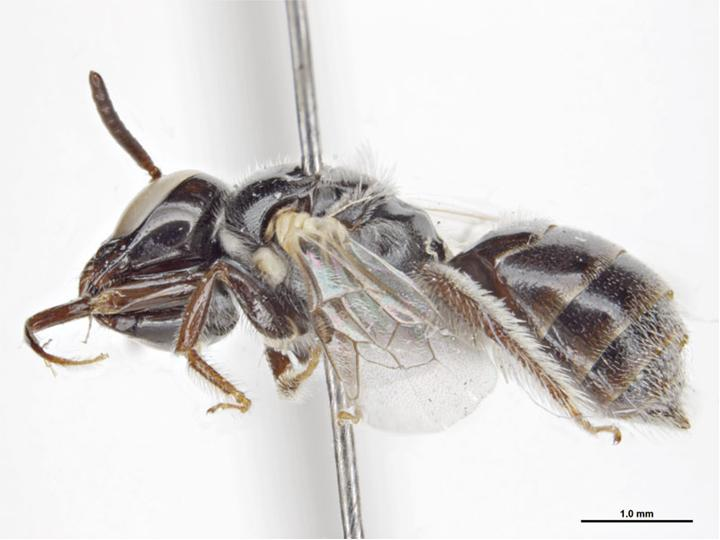